# Schroederichthys bivius
Schroederichthys bivius är en hajart som först beskrevs av Müller och Henle 1838.  Schroederichthys bivius ingår i släktet Schroederichthys och familjen rödhajar. Inga underarter finns listade i Catalogue of Life.
Artepitetet i det vetenskapliga namnet är bildat av de latinska orden bi (två) och via (väg).
Hannar har en större nos och längre tänder än honor.
Arten förekommer i havet kring södra Sydamerika norrut till centrala Chile och södra Brasilien. Den vistas i regioner som ligger 12 till 360 meter under havsytan. Exemplaren blir upp till 82 cm långa. Honor blir könsmogna vid en längd av 40 cm och hannar vid 53 cm. Honor lägger ägg. Ungarna är 14 till 20 cm långa när äggen kläcks.
Några exemplar hamnar som bifångst i fiskenät. Hela populationen anses vara stabil. IUCN listar arten som livskraftig (LC).